# Mount Harkness
Mount Harkness är ett berg i Antarktis. Det ligger i den centrala delen av kontinenten. Nya Zeeland gör anspråk på området. Toppen på Mount Harkness är 1 676 meter över havet.
Terrängen runt Mount Harkness är kuperad österut, men västerut är den platt. Trakten är obefolkad. Det finns inga samhällen i närheten. 